# 裸背犁头鳐
裸背犁頭鰩（學名：Rhinobatos nudidorsalis），又稱裸背琵琶鱝，為軟骨魚綱犁頭鰩目犁頭鰩科犁頭鰩屬的其中一種，分布於印度洋中部瑪斯科林海脊海域，深度可達125公尺，本魚體延長而平扁，吻寬短而呈三角形，體盤上表面無刺，尾部和不成對的鰭幾乎完全裸露，裸露的上尾柄和上尾鰭葉上有一小片細長的橢圓形齒斑，眼橢圓形，瞬膜不發達，鰓前感覺孔斑狹窄，延伸至第一鰓裂，齒細小而多，舖石狀排列，口裂橫向，唇褶發達，鰓裂小，在胸鰭基部內側，斜向，背鰭兩個，位於尾部，尾鰭小，背緣約為前緣的1.8倍，體長可達50.1公分，棲息於大陸棚海域，為底棲性魚類，肉食性，卵胎生，生活習性不明。